# フッ化クロム(III)
フッ化クロム(III)(Chromium(III) fluoride)は、化学式CrF3の無機化合物である。関連するいくつかの水和物が存在する。緑色の結晶固体で一般的な溶媒には溶けないが、有色の水和物である[Cr(H2O)6]F3や[Cr(H2O)6]F3・3H2Oは、水に溶ける。三水和物は緑色、六水和物は紫色である。無水物は、1100-1200℃で昇華する。

## 構造
クロム(III)を含むほぼ全ての化合物と同様に、これらの化合物は、八面体のCr中心を持つ。無水物では、6つの配位部位がフッ化物配位子に占められ、これらは隣接するCr中心と架橋している。水和物では、一部または全部のフッ化物配位子が水分子に置換している。

## 合成
酸化クロム(III)とフッ化水素酸の反応により合成される。
Cr2O3 + 6 HF  +  9 H2O → 2 [Cr(H2O)6]F3
無水物は、フッ化水素と塩化クロムから合成される。
CrCl3 + 3 HF  → CrF3  + 3 HCl
また、(NH3)CrF6の熱分解による合成方法もある。
(NH4)3CrF6  →  CrF3  + 3NH3 +  3HF
混合原子価のCr2F5も知られている。

## 利用
繊維の媒染剤や腐食防止剤としての用途がある。また、フッ化水素によるクロロカーボンのフッ素化を触媒する
。